# راندي مايرز
راندي مايرز (بالإنجليزية: Randy Myers)‏ هو رسام رسوم متحركة ومخرج أمريكي، ولد في 29 مارس 1967.

## وصلات خارجية
- راندي مايرز على موقع IMDb (الإنجليزية)